# Wie ben ik? (Vlaanderen)
Wie ben ik? is een komisch spelprogramma dat door VTM in België werd uitgezonden van 1989 tot 1991. In het programma moeten twee teams bestaande uit elk drie kandidaten raden wie, wat of waar ze zijn.
De presentatie van het programma was in handen van Goedele Liekens. De vaste teamaanvoerders waren Urbanus en Werther Vander Sarren. De voorwerpen die een hint waren werden door Bé De Meyer getoond.
Het programma wist in zowel 1989 als in 1990 een Gouden Oog te winnen in de categorie Beste spelprogramma.

## Spelverloop
Wie ben ik?
Deze ronde wordt slechts door 1 team gespeeld. Een voor een krijgen de drie teamleden een voor hen niet zichtbare naam van een persoon of personage op een bordje voor zich (de kijker krijgt wel te zien wat er op de bordjes staat). Nadat dit bordje is verschenen, krijgen ze drie aanwijzingen en mogen gedurende 30 seconden ja-neevragen stellen aan het andere team. Zodra alle drie teamleden dit hebben gedaan, mogen ze eerst een gok wagen. Deze is meteen 90 punten waard als deze goed is. Zo niet, dan krijgen ze een vierde aanwijzing in de vorm van een voorwerp, optreden of gebeurtenis en krijgen ze 90 seconden de tijd om meer vragen te stellen en te raden wie ze zijn. Als ze het dan raden, worden de overgebleven seconden opgeteld bij de score van het team.
Wat ben ik?
Deze ronde is gelijk aan "wie ben ik", maar dan met namen van voorwerpen, begrippen of dieren in plaats van personen. Deze ronde wordt alleen gespeeld door het team dat niet deelnam aan de "wie ben ik"-ronde.
Waar ben ik?
Deze ronde wordt door beide teams gespeeld. De presentator bevindt zich op een locatie die geraden moet worden. De kijker ziet deze locatie onder in beeld op zijn/haar scherm. De teamleiders van ieder team mogen in overleg met hun team om beurten 30 seconden vragen stellen aan de presentator en zo proberen de locatie te raden (wordt telkens aangegeven met een gongslag en vanaf 2019 met een zoemer). De presentator geeft hierbij ook aanwijzingen over de locatie, zodat de teamcaptains weten in welke richting ze moeten zoeken om de locatie te raden. Zodra een team de locatie raadt, verdubbelt de score van dit team en wint dit team de aflevering.
Aan het eind van het spel krijgen alle leden van het winnende team een geschenkje van de teamleider van het verliezende team.